# 290129 Ratzlaszlo
290129 Ratzlaszlo este o planetă minoră (asteroid) din centura de asteroizi. A fost descoperită pe 31 august 2005 la Piszkéstetői Obszervatórium⁠(d) de Krisztián Sárneczky⁠(d). 
Obiectul prezintă o orbită caracterizată de o semiaxă mare de 3,0611082697688 UAi, o excentricitate de 0,22, o înclinație de 11,1 ° în raport cu ecliptica.